# Kurt Buchwald
Kurt Buchwald (* 1953 in Wittenberg) ist ein deutscher Fotograf und Künstler.

## Leben
Kurt Buchwald besuchte  in der Lutherstadt Wittenberg die polytechnische Oberschule und schloss 1974 das Abitur mit Berufsausbildung als Instandhaltungsmechaniker im VEB Stickstoffwerk Piesteritz ab. Anschließend studierte er von 1976 bis 1981 an der Technischen Hochschule Karl-Marx-Stadt (heute Chemnitz) mit Abschluss als Diplom-Ingenieur für Polygraphische Technik. Parallel dazu absolvierte er 1980 die Spezialschule für Leiter des Künstlerischen Volksschaffens Fachrichtung Fotografie an der Bezirkskulturakademie unter der Leitung von Ralf-Rainer Wasse.
Während seines Studiums bekam Kurt Buchwald Kontakt zur Chemnitzer Kunstszene (Klaus-Hähner Springmühl), die unter dem Einfluss der  Künstlergruppe Clara Mosch nonkonforme Positionen in der DDR vertrat. Er führte 1979 erste künstlerisch orientierte Fotoprojekte und Aktionen durch und begann nach seinem Umzug nach Berlin 1982 die Auseinandersetzung mit der konzeptionellen Fotografie.
Buchwalds Arbeiten erreichten bis 1989 vor allem ein kleines alternatives Publikum. Seine Kunstaktionen und Arbeiten wirkten im Kontext der offiziellen Kunstdoktrin des Sozialistischen Realismus auf Funktionäre wie das Publikum irritierend. Seine fotografischen Erkundungen stellten die Dominanz sozial-dokumentarischer Fotografie in der DDR infrage.
1986 wurde Buchwald mit dem Fotoprojekt Asphalt & Arbeit, in den Verband Bildender Künstler der DDR aufgenommen, dem er bis 1990 angehörte. Seit diesem Zeitpunkt ist er freischaffend tätig. Zur politischen Wende war Buchwald von 1989 bis 1991 Meisterschüler bei Lothar Reher, Akademie der Künste Berlin (-Ost).
1993 wurde Kurt Buchwald in die Deutsche Gesellschaft für Photographie (DGPH) aufgenommen. Im Jahre 2000 erfolgte die Berufung in die Deutsche Fotografische Akademie (DFA) und er wurde Mitglied im Berufsverband Bildender Künstler*innen Berlin (bbk belin e.V.).  2005 erhielt er den Master of Art, im Institut: Kunst im Context, Universität der Künste Berlin und beschäftigte sich bis 2016 mit Projekten und Workshops zur kulturellen Bildung in Berlin und Sachsen-Anhalt.

## Werk
Kurt Buchwald setzt sich in seinem Werk in Performances, Dokumentationen,  konzeptuelle Arbeiten, Fotoserien, Moment- und Einzelaufnahmen sowie Texten mit Fragen der Wahrnehmung, der Bildentstehung und dem Einfluss der Medien auseinander. Wichtig ist ihm, dass aus dem Medium Fotografie heraus  originäre ästhetische Konzepte entstehen, die sich mit dem Zeitgeist verbinden. Buchwald bringt die Fotografie dazu über sich selbst zu sprechen oder benutzt sie, um über die Welt nachzudenken. Er ist ein Grenzgänger der ein breites im künstlerischen Schaffen entfaltet.
In frühen Arbeiten wendete er Methoden des automatischen Schreibens sowie der Montage und Collage an. Mit Aktionen (ab 1979) bekam seine künstlerische Arbeit eine neue Dimension. Nicht immer war das Aktionistische direkt sichtbar, aber das Performative, das Apparative (Vilém Flusser) und die daraus folgenden Konsequenzen spielten für ihn eine große Rolle. 1982 erzeugte er Störbilder mit einem Fernseher und verbrannte anschließend den Apparat. Damit begann die Auseinandersetzung mit gestörter Sicht und Entfremdung durch die moderne Welt. Das Dadaismus-Modell der Verunsicherung, Experiment und Spiel wurden zum Motor seines künstlerischen Schaffens. 1984 verstellte er mit dem eigenen Körper die Kamerasicht. Nach der Aktion „Stehbilder-Störbilder“ auf dem Berliner Alexanderplatz 1984 („Zwischen Bild und Welt steht der Fotograf“), entstand das Bildtableau „Ein Tag in Ostberlin“ 1986. Buchwald verbot 1989 mit seiner Aktion „Fotografieren verboten!“ das Fotografieren an der Weltzeituhr am Alexanderplatz zum 150. Jahrestag der Fotografie. Was in der DDR als Angriff auf das Machtmonopol des Staates erschien, war als Antithese zur Bilderflut gedacht. Buchwald führte die Aktion „Fotografieren verboten!“ bis 2005 weltweit fort.
Als einer von wenigen ostdeutschen Künstlern griff er schon in den 1980er Jahren Ansätze aus der Konzeptkunst auf. Dazu zählten die Aktionen „Finden-Fotografieren-Inbesitznehmen-Wegtragen“ und „Fahren-Fotografien-Fahren“ (1985). Aus letzterer entwickelte er eine neue Bildidee für die Serie „Landschaft & Bewegung“ 1985/86. Aus der Aktion „Laufen-Fotografieren-Laufen“ entstand 1989 die Videoperformance „Fotografieren-Fotografieren“
Auch beim Projekt  „Asphalt & Arbeit“ (1985/86) näherte sich Buchwald dem Thema auf konzeptuelle Weise. Er fragmentierte das Geschehen, spielte mit der Schärfe-Unschärferelation, verrätselte Sujets und löste den Bildraum auf. Dann zeigte er Arbeitsgeräte und Spuren, die Arbeiter im Porträt und führte die unterschiedlichen Sichten In einem 12-teiligen Bildtableau zusammen. Die Fotoserie stellte ein Novum in der künstlerischen Fotografie der DDR dar, da es den Rahmen der sozialdokumentarischen Fotografie aufbrach. Mit dem Bildtableau begann eine für ihn typische Präsentationsform, die entweder heterogen zur Darstellung eines Themas oder einer Situation dient („ein Film auf der Fläche“). In den 1990er Jahren entstanden zahlreiche Tableaus in narrativer („heil Deutschland“) oder in experimenteller Ausrichtung (Projekt „Bilder+Blenden“).
Zur Wendezeit 1989/1991 beschäftigte sich Buchwald mit Performances wie: „Die große Säuberung, hinter großen Männern...“ (Stalin-Aktion mit Joerg Waehner).
1993 gründete Buchwald das Kunstprojekt „Amt für Wahrnehmungsstörung  (AFW)“ das absurde Verbote, Anordnungen und pseudowissenschaftliche Darstellungen herausgab. Mit dem AFW verarbeitete Buchwald die Transformationszeit nach der Wende in Ostdeutschland und nahm Entwicklungen Fake News und neue künstlerische Strategien Zentrum für Politische Schönheit vorweg.
Es folgte das performative Projekt „Die Röhrenmenschen“ (2003–2009). Der Künstler selbst, aber auch andere Personen probten den „Tunnelblick“ und setzten eine Röhre auf, die als Objektiv verstanden werden konnte und Ausschnitte der Realität herstellte, wie sie konstitutiv in der Fotografie sind.
Aus dem Störbildprinzip der 1980er Jahre entwickelte Buchwald das Projekt „Bilder+Blenden“ (1990–2000). Er ersetzte die Körperaktion durch eine schwarze Scheibe mit Loch, Spalt oder Gitter, die er an die Kamera montierte. Die noch sichtbaren Fragmente der Stadt oder Landschaft, musste der Betrachter ergänzen. Darüber hinaus entstanden experimentelle Porträts an der Grenze zwischen Figuration und Abstraktion.
1991 begann Buchwald mit der Farbfotografie, arbeitete mit Farbscheiben und konstruierte mannshohe Objekte aus Stahl („Wahrnehmungsinstrumente“), die das Störprinzip auch ohne Kamera möglich machten. Für die Serie „Stripes“ (2000) baute Buchwald eine Versuchsanordnung mit Streifenblenden, erzeugte Interferenzbilder und verließ das Gegenständliche.
Seine Experimente zur Wahrnehmung führt er mit den Serien im „Kreis der Wahrnehmung“ (2001–2006), „Im Kasten“ (2012) und „Magic Triangel“ (2019) fort. Nun ersetzte er die Blende durch ein Rohr  und stellte es auf eine Fläche. Dadurch entstand ein geometrisch definierter dunkler Raum mit reduziertem „Licht-Ein-Fall“.
Werke von Kurt Buchwald befinden sich in vielen internationalen Sammlungen und Museen: Kupferstichkabinett, Dresden, Deutsches Historisches Museum, Fotografische Sammlung des Stadtmuseums Berlin, Artothek der Sozialen Künstlerförderung, Berlinische Galerie, Landesmuseum für moderne Kunst, Fotografie und Architektur, Berlin. Staatliche Galerie Moritzburg, Halle,  Brandenburgisches Landesmuseum für moderne Kunst Frankfurt (Oder) und Cottbus, Musée de la Photographie, Charleroi (Belgien), Museum für Angewandte Kunst, Gera, Kunstmuseum Kloster Unser Lieben Frauen, Magdeburg, Universitätssammlungen Kunst+Technik, Dresden, Getty Research Institute, Los Angeles, Rheinisches Landesmuseum Bonn, Kunstarchiv Beeskow sowie im Besitz privater Sammler in Deutschland, Frankreich und den USA.

## Stipendien
- 1991 Arbeitsstipendium Stiftung Kulturfonds
- 1992 Arbeitsstipendium Berliner Senat,
- 1993 Künstler in der Galerie David, Bielefeld von 1993–2011
- 1998 Stipendium auf Schloss Wiepersdorf
- 1999 Barkenhoff-Stipendium in Worpswede
- 2000 Stipendium Kunstverein Röderhof e. V.
- 2001 Stipendium Akademie der Künste Berlin in Olevano/Italien
- 2004 Stipendium Cranach Stiftung Wittenberg

## Ausstellungen (unvollständig)

### Einzelausstellungen
- 1985  Berlin, Kreiskulturhaus Treptow, Transportversuche
- 1992  Cottbus, Brandenburgische Kunstsammlung: Bilder  + Blenden
- 1994  Paris, Galerie Bouquert+Lebon: La Photographie Empecheé
- 1994  Berlin, NGBK, Haus am Kleistpark : Bilder+Blenden
- 1996  Museé de la Photographie á Charlervoi
- 2002  Magdeburg, Kunstmuseum, Kloster unser Lieben Frauen: Interferenzen
- 2012  Berlin, Schillerpalais: Wege zum Bild
- 2014  Berlin, PHOTO EDITION BERLIN: sichtabsicht
- 2016  Berlin, PHOTO EDITION BERLIN: Null Uhr
- 2017  Berlin, Galerie im Seitenflügel: LICHT-EIN-FALL
- 2018  Berlin, Galerie Pankow: Limes Mundi
- 2019 Chemnitz, Neue Sächsische Galerie: Umkehrung der Sicht

### Gruppenausstellungen
- 1986: Berlin, Neue Berliner Galerie im Alten Museum („Junge Künstler der DDR und der UdSSR“)
- 1987/1988; Dresden, X. Kunstausstellung der DDR
- 1990 Paris, La Villette: L' autre Allemagne hors les murs
- 1990 Bradford, National Museum of Photography: Photography in the GDR
- 1990 Arles, Maison de la Roquette, Rencontres d'Arles: Esprit des lieux
- 1990 München, Praterinsel: Junge Fotografen aus der DDR
- 1991 Reims, Comédie de Reims, Rennes, Musée des Beaux-Art, Evreux,Musée d' Evreux: Surgence
- 1992 Berlin/Graz, „Kunst-Heimat-Kunst“ steirischer herbst'92
- 1992 Carlisle, Tyllie House, turing points
- 1993 Berlin, NGBK: Über die großen Städte
- 1993 Frankfurt, Deutsche Fototage: Fotografie der 90er Jahre
- 1996 Berlin, Reservoir II, Interdisziplinäres Kunstprojekt am Fluß
- 1996 Berlin, Haus am Kleistpark, Kunstamt Schöneberg: Quadratur I
- 1997 Troisdorf, Kultursekretariat Gütersloh: STAD(t)-ART,
- 1997 Berlin, Deutsches Historisches Museum: Diktatur und Boheme
- 1998 Erfurt, Galerie am Fischmarkt: Signaturen des Sichtbaren
- 1998 Cottbus, Brandenburgische Kunstsammlung: Grenzfälle
- 1999 Berlin, Willy-Brandt-Haus: Deutschlandbilder II
- 1999 Gera, Museum für moderne Kunst, Anne-Biermann-Preis
- 1999 Bielefeld, Galerie David: Fotoarbeiten (mit Bosse, Grünewald und Reeb)
- 2000 Maison de la Culture de Namur, Namur (Belgien): Rien à voir
- 2000 Potsdam, Galerie im Alten Rathaus: Malerei mit Licht und Pixeln
- 2000 Bielefeld, Galerie David: Blumen-Blenden-Strukturen (mit Jaquet und Comeriner), innerhalb des Symposiums „Abstrakte Fotografie“
- 2000 Bremen KUBO Kunstpreis, Städtische Galerie Bremen: Gegenüber
- 2001 Berlin + Köln, NGBK und Galerie Schüppenhauer: ex machina
- 2002 Klodzko, Polen, Galeria Sztuki: Wielolinie
- 2003 Cottbus, Brandenburgische Kunstsammlungen: Erinnerungslandschaft
- 2005 Berlin, Mediengalerie, Rettet den Reichtum
- 2006 Berlin, Fotogalerie Friedrichshain: sich selbst sehen
- 2007 Frankfurt (Oder), Museum Junge Kunst: Objekte und Skulpturen aus der Sammlung
- 2009 Berlin, Akademie der Künste, Pariser Platz: Übergangsgesellschaft
- 2009 Berlin, Kunstsammlung der DZ Bank: Denk ich an Deutschland...
- 2010 Słubice und Frankfurt (Oder), Galerie Okno, Festival der neuen Kunst „LABIRYNT“
- 2012 Pleinair in Zella-Mehlis, Galerie im Bürgerhaus: „Die Moderne nach der Moderne…“
- 2012 Berlin, studio im hochhaus: „DIALOG“ mit S. Ahrend, M. Pozniak und J. Olek
- 2012 Berlin, Berlinische Galerie, Museum für moderne Kunst: „Geschlossene Gesellschaft“
- 2012 Berlin , Galerie Alte Schule: „LICHTFANG - FOTO / GRAFIE“ und „POMME FRITZ“
- 2013 Halle, Stiftung Moritzburg, Landeskunstmuseum: „Begegnung der Bilder“
- 2014 Berlin, Neuköllner Leuchtturm: Gut gebaute Bilder mit Artner, Gallmeier, Mauss u. Wille
- 2016 Berlin, ZKR - Zentrum für Kunst und öffentlichen Raum Schloss Biesdorf: Auftrag Landschaft
- 2016 Berlin, Künstlerhaus Bethanien: Ende vom Lied
- 2017 Berlin, Berlinische, Galerie, Museum für Zeitgenössische Kunst: Die fotografierte Ferne
- 2017 Potsdam, Museum Barberini: Hinter der Maske. Künstler in der DDR
- 2017 Leipzig, Kunsthalle der Sparkasse Leipzig, VON (AB)WESENHEITEN
- 2018 Berlin, Haus am Kleistpark, Dresden, riesa efau: In einem anderen Land - Transformationen
- 2018 Frankfurt (Oder), Brandenburgischen Landesmuseum für moderne Kunst: Blick/Wendungen
- 2018 Newcastle, SIDE Gallery-Amber: The Inner Eye - Aspects of GDR Documentary Photography
- 2019 Köln, Basement Studios Cologne: HIGH FIVE, Photoszene Köln 2019
- 2019 Rostock, Kunsthalle: Palast der Republik - Utopie, Inspiration, Politikum
- 2019 Recontres d'Arles: LES LIBERTÉS INTÉRIEURES, Photographie Est-Allemande
- 2019 Leipzig, Museum der bildenden Kunst: Point of No Return

## Publikationen (Auswahl)
In den Jahren von 1987 bis 1994 gaben Uwe Warnke und Kurt Buchwald fünf Sonderausgaben der Künstlerzeitschrift Entweder/Oder zur zeitgenössischen Fotografie heraus. Um 1987 veröffentlichte Buchwald ein „Statement zur Konzeptionellen Fotografie“.
Fotografie in Aktion, Herausgeber: Gunhild Brandler. Mit Texten von Piotr Olszowka, Stefan Wendel, Gunhild Brandler, Kurt Buchwald
I
- 1994 Bilder+Blenden, Herausgeber: NGBK zur Ausstellung im Haus im Kleistpark 1994. Mit Texten von Christoph Tannert, Kurt Buchwald und Thilo König

- 2002 Interferenzen, Herausgeber: Kunstmuseum Kloster Unser Lieben Frauen, Text von Gottfried Jäger, Magdeburg 2002

- 2016 Sichtabsicht, Herausgeber: Gunther Dietrich, Tomás Rodriguez Soto, mit Texten u. a. von Christoph Tannert und Uwe Warnke,  Photo Edition Berlin, Berlin 2016

- 2018 Limes Mundi, die Umkehrung der Sicht, Herausgeber: Galerie Pankow, Berlin / Neue Sächsische Galerie. Mit Texten von Eckhart Gillen, Bernd Rosner und Kurt Buchwald. Chemnitz 2018